# 喜劇 駅前団地
『喜劇 駅前団地』（きげき えきまえだんち）は、1961年8月13日に東宝系で公開された日本映画。カラー。東宝スコープ。東京映画作品。88分。
キャッチコピーは「団地を巡る一大革命! 色気も欲もマンモス文化」。

## 概要
前作『駅前旅館』から3年のブランクを経て再開された、『駅前』シリーズの第2作。本作から正式に『喜劇』のタイトルが入り、内容も脚本家によるオリジナルとなる。
本作は小田急小田原線の百合ヶ丘駅と、その隣の西生田駅（現：読売ランド前駅）を舞台にし、駅周辺に広がる百合丘第一団地で起きる土地問題を取り上げた。
助演には、後年日活で活躍する山内賢が「久保賢」名義で出演、他には元祖巨漢俳優・千葉信男や、二木てるみの実弟・二木まこと、そして当時売り出し中の歌手・坂本九が洗濯屋役で出演している。坂本は後に、同じ久松監督のクレージー映画『クレージー作戦 先手必勝』でも、本作と同じ洗濯屋役で出演している（カメオ出演）。

## スタッフ
以下のスタッフ名等は東宝WEB SITEに従った。
- 監督：久松静児
- 製作：佐藤一郎、金原文雄
- 脚本：長瀬喜伴
- 撮影：遠藤精一
- 美術：狩野健
- 録音：酒井栄三、西尾曻
- 照明：比留川大助
- 音楽：広瀬健次郎
- 監督助手：松本あきら
- 編集：広瀬千鶴
- 製作主任：横田保
- 美術製作：東宝舞台株式会社
- 現像：東京現像所

## 出演者
以下の役名と出演者名は特に記載がない限り東宝WEB SITEに従った。
- 戸倉金太郎：森繁久彌（特別出演）
- 桜井平太：フランキー堺
- 権田孫作：伴淳三郎 （松竹）
- 権田かめ：森光子（特別出演）
- 桃子：黛ひかる
- 君江：淡路恵子
- 九作：坂本九
- 権田一郎：久保賢
- 小松原玉代：淡島千景
- 魚清：織田政雄
- 戸倉銀之助：左卜全
- 荒岩虎吉：松本染升
- 山上巡査：千葉信男
- 小松原克子：吉川満子
- 豆子：小桜京子
- みどり：渋沢詩子
- 月野道代
- 野呂仙吉：立岡光
- 地主：サトウ・サブロー
- 大内教授：深見泰三
- 「荒岩組」運転手：中原成男
- 土地ブローカー：田辺元
- 近江俊輔
- 大沢真吾
- 怜子：麻生鮎子
- 戸倉桂一：二木まこと
- 山本正明
- 一郎の友人：秋山由紀雄
- 一郎の友人：佐藤紘
- 伊藤正博
- 内山一子：長谷川万里子[2]
- 根岸トミ：川内まり子
- 千葉恵子
- 権田つる子：佐藤まき子[2]
- 看護婦：塚田美子
- 明子：山崎明子[2]
- 一郎の友人：富田友重[2]、加藤三好[2]、小沢直好[2]

## 同時上映
『紅の海』
- 脚本：国弘威雄／監督：谷口千吉／主演：加山雄三

## 参考資料
- 「銀幕の天才 森繁久彌」（ワイズ出版） 67頁・68頁 2003年 - スタッフ関係
- キネマ旬報 - 出演者関係